# Лекс, Михаил Иванович
Михаил Иванович Лекс (1793—1856) — российский сенатор, товарищ министра внутренних дел; тайный советник.

## Биография
Происходил из иностранных дворян; его отец принял российское подданство в 1798 году.
Образование получил в Смоленском кадетском корпусе. Службу начал 31 декабря 1808 года, в канцелярии смоленского военного губернатора.
Во время войны 1812 года выполнял различные поручения, за что был отмечен среди чиновников.
С 1814 года состоял в штате Смоленского губернского правления, с 1818 года — в штате наместника Бессарабской области; с 1826 года — правитель дел канцелярии наместника Бессарабии. За отличную службу ему было пожаловано 5 тысяч десятин земли в Бессарабской области.
В 1830 году был произведён в статские советники и причислен к Военному министерству. С 1832 года — директор канцелярии Министерства внутренних дел; действительный статский советник (со 2 декабря). В 1836 году назначен директором хозяйственного департамента; был членом и председателем многих комитетов и комиссий.
С 25 июня 1841 года — тайный советник.
В 1851 году М. И. Лекс был назначен товарищем министра внутренних дел, с назначением присутствовать в Сенате. С 15 января 1852 года ему было повелено постоянно присутствовать в общем собрании 4-го, 5-го и межевого департаментов Сената и временно — в общем собрании 1-го и 3-го департаментов и департамента герольдии Сената.

## Награды
Награждён многими Высочайшими подарками, благодарностями и орденами:
- Св. Станислава 1-й ст. (07.04.1835)
- Св. Анны 1-й ст. (25.03.1839)
- Св. Владимира 2-й ст (12.07.1840)
- Белого Орла (06.12.1843)

## Семья
Жена — Варвара (Вера) Евтихиевна, урождённая Кленова (26.11.1806 — 08.01.1880). Оставшись рано сиротой, воспитывалась в Одесском благородном девичьем институте. Согласно воспоминаниям её воспитательницы Анастасии Ризо (1801—1891), была очень богата, имела в Одессе большой дом, и граф Ланжерон предлагал её различных знатных женихов, но она отказывала. Однажды в гостях у родственницы она увидела бедного чиновника Михаила Лекса, познакомилась с ним и попросила графа посватать её за него: «Вера встретила жениха с любовью, ласково переговорила с ним, дала ему несколько тысяч и они через две недели повенчались <…> Бедность скрывала достойнейшего и честного человека, а богатство поставило на честь и славу бедняка. Воронцов всё возвышал Лекса, и скоро он сделался известным за ум и честность». Супруги Лексы были знакомы с Пушкиным.
Их дети:
- Софья (1829—?), замужем за Фёдором Алексеевичем Огаревым
- Елена (?—?)
- Иван (1834—1883)